# 萨吉特·普雷马达萨
萨吉特·普雷马达萨（1967年1月12日—）是斯里蘭卡的政治家，同時是现任斯里兰卡反对派领袖和科伦坡区的議會议员。 他亦是政黨聯盟统一人民力量的现任领导人。

## 生平
普雷马达萨是前斯里兰卡总统拉纳辛哈·普雷马达萨的儿子。他曾在科伦坡皇家学院和米尔希尔学校接受教育，及後入讀倫敦政治經濟學院。1993年父亲遇刺时，他正在马里兰大学攻读研究生。之後，他回到斯里蘭卡并进入政界，代表漢班托特區，加入了统一国民党。他於2000年當選議會議員，並於2001年被任命為衛生部副部長，任職至2004年。其後，他于2011年被任命为统一国民党副党魁，并於2015年被任命为总统邁特里帕拉·西里塞納政府的住房和建设部部长。他于2019年11月代表统一国民阵线参加2019年总统选举，并在该选举中位列次名。2019年12月，他被任命为反对党领袖和宪法委员会成員。  2020年1月30日，他被选为政党联盟團結人民力量的领导人（故此亦是总理候选人）。

## 反对党领袖
2019年12月5日，他被提名为反对党领袖，并于2020年1月3日被议长正式任命。  他亦因此自动获得了宪法委员会的席位。